# José Luis Vila-San Juan
José Luis Vila-San-Juan (Barcelona, 1927 - Barcelona, 1 de febrer de 2004) va ser un historiador, periodista i publicista barceloní.
Va ser aviador militar, però aviat va abandonar la seva carrera en l'exèrcit es va dedicar a la publicitat durant tres dècades. Va ser conseller-assessor de la Facultat de Ciències de la Informació de la Universitat Autònoma de Barcelona i president adjunt de l'Associació Espanyola d'Anunciants.
A més d'escriure llibres sobre història, també va col·laborar assíduament en diversos diaris, revistes, i obres històriques col·lectives, com Decenium, Crònica de la Humanitat, Crònica d'Espanya. etc.
És el pare del periodista cultural i novel·lista Sergio Vila-Sanjuán, i del també periodista i realitzador Morrosko Vila-San-Juan.

## Obres
- ¿Así fue?, enigmas de la Guerra Civil espanyola, 1972
- García Lorca, asesinado: toda la verdad, 1975, guanyador del Premio Espejo de España
- La vida cotidiana en España durante la dictadura de Primo de Rivera, 1984
- Manú, una vida peligrosa, 1989
- Coronas sin cabeza, cabezas sin corona, 1989
- Mentiras históricas, comúnmente creídas, 1992
- Alfonso XIII: un rey, una época, 1993
- Grandes seductores 1993
- Los reyes carlistas; Los otros borbones, 1993
- Ma-Tsú: pudo equivocarse, 1998
- Mentiras históricas, comúnmente creídas II, 1998